# غاز حبيس

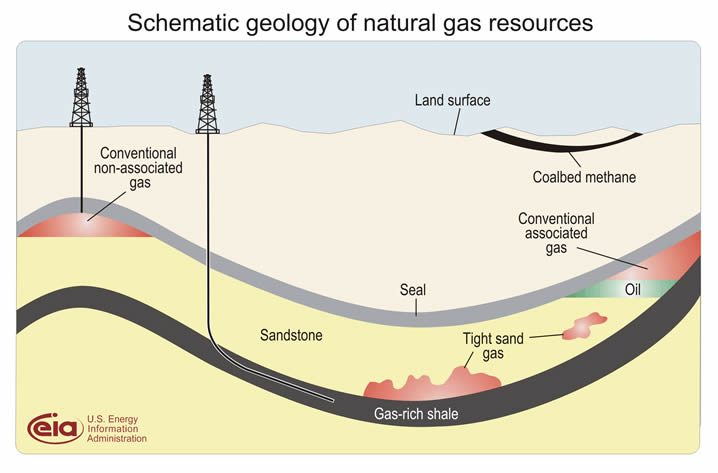

الغاز الحبيس أحد هيئات الوقود الأحفوري، ييُستخرج بضغط الصخر المسامي الذي يحتويه رأسيا، بخلاف غاز الأردواز الذي يُستخرج بضغط الصخر المسامي أفقيا. ويضغط بأساليب التصديع المائي.